# هارلي جيساب
هارلي جيساب (بالإنجليزية: Harley Jessup)‏ هو رسام رسوم متحركة ومنتج أفلام ومصمم الإنتاج أمريكي، ولد في 1954 في كورفاليس في الولايات المتحدة.

## وصلات خارجية
- هارلي جيساب على موقع IMDb (الإنجليزية)
- هارلي جيساب على موقع ميوزك برينز (الإنجليزية)
- هارلي جيساب على موقع قاعدة بيانات الفيلم (الإنجليزية)